# 許秀雯
許秀雯（英語：Victoria Hsu，1972年9月9日—），台灣社會運動人士、執業律師，現任台灣伴侶權益推動聯盟常務理事。許秀雯於2012年擔任台灣伴侶權益推動聯盟法人化後的創會理事長，為伴侶盟民法修正草案（多元成家草案，包含婚姻平權、伴侶制度、家屬制度）主要起草人及婚姻平權律師團召集人。2016年作為綠黨社會民主黨聯盟不分區立委候選人，她是少數公開同志身份的候選人之一。
許秀雯受過多年的法學訓練，她的學歷為法國巴黎第十大學法學博士班、法國史特拉斯堡第三大學法學碩士、國立中興大學法商學院法學碩士、東吳大學法學士。

## 創辦伴侶盟
許秀雯於2009年在法國求學時，深感台灣對於多元成家立法、婚姻平權方面，欠缺系統性的專業投入，於是回台後開始運作「台灣伴侶權益推動聯盟」，推動立法並要求國家平等對待多元性別者、破除異性戀霸權、挑戰婚姻霸權、以及倡議親密關係民主化。伴侶盟致力於台灣的多元家庭權益與性別人權，期使不同形式的家庭、性別、性傾向、性別認同、性別氣質的個人都能獲得平等與合理的法律保障。

## 參與性別案件

### 聲援提告「真愛聯盟」訴訟案
2011年5月12日，針對真愛聯盟事件，伴侶盟成員許秀雯和簡至潔，與其他團體組成「友善台灣聯盟」。於教育部召開《性別平等課綱與教材商研會議》會議前，在教育部前召開記者會，指控真愛聯盟扭曲手冊內容，並表達「反性別霸凌、要友善環境」的立場。之後，全員移師至台北地方法院地檢署，由台灣性別平等教育協會秘書長賴友梅代表教材編者，向真愛聯盟提出誹謗與公然侮辱告訴。本案訴訟歷經1年8個月，2013年1月24日，正式收到台北地檢署就誹謗案作成不起訴處分書。

### 同性婚姻登記案行政訴訟
2014年8月1日，台灣伴侶權益推動聯盟號召邀請三十對同性伴侶集體前往台北市中正戶政事務所辦理結婚登記，結果均遭駁回。其中三對伴侶（梁宗慧與朱姵諠、陳凌與呂欣潔、林于立與方敏）於登記遭拒後，許秀雯招集伴侶盟婚姻平權義務律師團協助向台北市政府提起訴願。三案訴願於同年十一月遭駁回，爾後依法提起行政訴訟，分別於2015年4月8日（林于立與方敏案、陳凌與呂欣潔案）、2015年4月16日（梁宗慧與朱姵諠案），於台北高等行政法院開庭審理。

### 大法官748號同性婚姻釋憲案
2014年12月24日，許秀雯與伴侶盟律師團於司法院前開記者會，表達替台灣同志運動先驅祁家威提出同性婚姻釋憲申請，這是台灣同志史上第二次聲請婚姻平權釋憲案。許秀雯律師強調，台灣還沒有針對民法禁止同性結婚是否違反憲法平等權作出解釋。許律師指出，目前世界上已有16國家開放同性結婚，美國已累計35個州。許律師認為同性婚姻是國際人權的趨勢，若只允許一男一女婚姻，就是侵犯同性伴侶的人性自主跟人格尊嚴，把同性戀者看成「次等公民」。大法官作為憲法守門人，應該幫助同志發聲。
2015年8月20日，由許秀雯、莊喬汝、潘天慶等人組成的伴侶盟律師團，作為祁家威委任律師，向司法院遞出大法官釋憲聲請書。
2017年5月24日，司法院大法官發佈釋字第748號「同性二人婚姻自由案」，大法官認為「民法第4編親屬第2章婚姻規定，未使相同性別二人，得為經營共同生活之目的，成立具有親密性及排他性之永久結合關係」違反憲法第22條保障婚姻自由及第7條保障平等權。

## 參與社會運動

### 花蓮太魯閣族反亞泥還我土地案
2004年，許秀雯律師在博仲法律事務所、台灣蠻野心足生態協會創立初期義務支援太魯閣族反亞泥還我土地案，這也是台灣蠻野心足生態協會的第一個案子。要求原民會協助排除亞洲水泥股份有限公司無權占用原住民擁有耕作權土地之侵害情事，並依法會同原住民保留地地主們向地政機關申辦土地所有權之登記。（參考：亞泥案始末 （页面存档备份，存于））歷經八年時間，亞泥案於2012年10月19日於原民會勝訴。。

### 第三屆亞太綠人大會
於2015年6月12至14日參與第三屆亞太綠人大會（2015 APGF 3rd Congress - Wellington, New Zealand），並於會議上提出草擬的多元性別權益保障決議文。在代表團的努力下，獲得來自十多個亞太國家的綠黨無異議通過。此決議文為亞太綠人大會第一次通過有關多元性別的決議文，成功促成多元性別的跨國結盟。此次通過的決議文主要包含四個項目，第一是各國政府應該實施多元性別主流化，政府機關在制定、推行及評估各種政策與服務的過程中，必須考慮多元性別群體的處境及需要，及對多元性別群體的影響。第二則是要求各國政府積極推動婚姻平權，以保障多元性別者組織家庭的權利。第三是要求各級學校實施多元性別教育。第四則是要求政府與民間團體合作，推動在地化的反歧視與提高多元性別者社會承認的具體作法。

## 政治參與
2015年8月25日，台灣綠黨召開記者會，宣布2016立法委員選舉將由召集人之一的李根政、環境律師詹順貴、伴侶盟執行長許秀雯，及中華電信工會秘書長張麗芬擔任不分區立法委員候選人。

## 著作與評論
- 獨立評論@天下：許秀雯：安全的核電，如何可能？─從法國「人鏈」反核活動談起 （页面存档备份，存于） （2013年3月9日）
- 獨立評論@天下：許秀雯：當歧視殺死騎士 （页面存档备份，存于） （2013年3月30日）
- 獨立評論@天下：許秀雯：革命，是為了讓人人有家！──十月五日彩虹圍城相見 （页面存档备份，存于） （2014年10月4日）
- 看見同志＠女人迷：許秀雯：台灣「多元成家運動」，爭取的不只婚姻平權 （页面存档备份，存于）（2016年10月29日）
- Colors of Rainbow, Shades of Family : The Road to Marriage Equality and Democratization of Intimacy in Taiwan. Georgetown Journal of International Affairs, 16(2). ：介紹台灣的多元成家運動，分析立法、司法與社會的相關路徑、困境與展望。
- 許秀雯、簡至潔。扣押幸福：取回被國家扣押的幸福。性別平等教育季刊，62。
- 許秀雯（2012）。風起雲湧的多元家庭立法運動–從國際人權法觀點切入 （页面存档备份，存于）。台灣人權促進會TAHR PAS 2012春季號人權雜誌，p.35-41。

## 资料來源
1. ↑  許秀雯. . 台灣伴侶權益推動聯盟. 2018年6月29日  [2018-07-23]. （原始内容存档于2018年8月14日）.
2. ↑  . 新頭殼. 2015-08-24  [2015-10-06]. （原始内容存档于2019-12-01）.
3. ↑  . 國立台北大學.   [2018-08-14]. （原始内容存档于2018-08-14）.
4. ↑  聯合新聞網. . 聯合新聞網.   [2017-05-31]. （原始内容存档于2019-08-27）.
5. ↑  婦女新知基金會、台灣伴侶權益推動聯盟. . 婦女新知基金會. 2011-08-01  [2018-08-14]. （原始内容存档于2020-09-24）.
6. ↑  同志熱線. . 同志熱線. 2013-01-31  [2018-08-14]. （原始内容存档于2019-08-23）.
7. ↑  同志熱線. . 2011-05-12  [2018-08-14]. （原始内容存档于2018-08-14）.
8. ↑  孫窮理. . 苦勞網. 2011-05-12. （原始内容存档于2021-01-12）.
9. ↑  台灣同志諮詢熱線協會. . 苦勞網. 2013-01-30  [2018-08-14]. （原始内容存档于2019-08-22）.
10. ↑  .   [2015-08-25]. （原始内容存档于2019-09-11）.
11. ↑  張暐珩. . 東森新聞雲. 2014-12-24. （原始内容存档于2019-08-22）.
12. ↑  許秀雯、莊喬汝、潘天慶. . 司法院. 2015年8月20日  [2018-07-23]. （原始内容存档于2018-07-23）.
13. ↑  司法院大法官. . 2017-05-24  [2018-07-23]. （原始内容存档于2019-03-27）.
14. ↑  .   [2015-08-25]. （原始内容存档于2020-10-24）.
15. ↑  .   [2015-08-25]. （原始内容存档于2020-11-28）.
16. ↑  https://www.asiapacificgreens.org/de/node/3517%5B%5D
17. ↑  ychenae. . 綠黨. 2015-08-26  [2018-08-14]. （原始内容存档于2020-10-20）.

## 外部連結
- 許秀雯的Facebook專頁
- 台灣伴侶權益推動聯盟 （页面存档备份，存于）